# كلش (نمين)
كلش هي قرية في مقاطعة نمين، إيران. يقدر عدد سكانها بـ 457 نسمة بحسب إحصاء 2016.